# 麥可·格雷希
麥可·格雷希（英語：Michael Gracey，?—），澳大利亞男視覺特效師、導演和製片人，較著名的是導演處女作《大娛樂家》（2017年）。

## 職業生涯
格雷希的職業生涯起於1997年，在電影《艾美的世界》中擔任視覺特效美術師；此後，他便時常在其他電影、電視劇中擔任視覺特效美術師，以及與其他公司合作的廣告導演。
2011年8月，格雷希被二十世紀福斯聘來執導傳記歌舞片《大娛樂家》，該片由休·傑克曼主演，主要描述玲玲馬戲團創辦人菲尼阿斯·巴納姆的傳記故事；這同時也是格雷希的導演處女作。《大娛樂家》於2016年10月開拍，2017年12月上映。
2013年3月18日，格雷希將執導艾爾頓·強的傳記電影。12月3日，據報導，他也有望執導2011年小說《煙與骨的女兒》的改編電影。
2015年7月31日，據報導，獅門娛樂計劃推出日本漫畫《火影忍者》的真人改編電影，而格雷希則有望擔任導演。

## 作品列表

### 電影
- 1997：《艾美的世界》（數位美術師）
- 2001：《撒旦咆哮（英语：Cubbyhouse）》（數位合成師）
- 2002：《雙瞳》（數位合成師）
- 2003：《法外狂徒》（數位合成師，視覺效果總監）
- 2005：《魔術師（英语：The Magician (2005 film)）》（視覺效果總監）
- 2008：《土裡的秘密（英语：The Square (2008 film)）》（特別鳴謝）
- 2017：《大娛樂家》（導演）
- 2019：《火箭人》（執行製片人）
- 2021：《P!NK：我所知道的一切（英语：Pink: All I Know So Far）》（導演、編劇和監製；紀錄片）
- 2023：《不可思議：瓢蟲女爵和黑貓諾爾大電影（英语：Ladybug & Cat Noir: The Movie）》（執行製片人）
- 2024：《更好的人》（導演、編劇和監製）

### 電視
- 1998：《來自澳大利亞的精靈（英语：The Genie from Down Under）》（視覺特效師；6集）

## 外部連結
- 麥可·格雷希在互联网电影资料库（IMDb）上的資料（英文）
- 麥可·格雷希的Instagram帳戶
- Profile at Partizan production company（页面存档备份，存于）
- Profile at Moth Projects（页面存档备份，存于）